# Eko Eko Azarak: Wizard of Darkness
Eko Eko Azarak: Wizard of Darkness (エコエコアザラク -WIZARD OF DARKNESS-?, Eko eko azaraku) è un film del 1995, diretto da Shimako Satō, tratto dal manga Eko Eko Azarak, scritto e disegnato da Shinichi Koga tra il 1975 e il 1979.
È il primo di una serie composta da cinque film, una serie televisiva e un OAV. Per la sua interpretazione, l'attrice Kimika Yoshino vinse il premio come miglior attrice esordiente ai Japanese Professional Movie Awards.

## Trama
Una ragazza corre per le strade di Tokyo, mentre nello stesso istante, in un altro luogo, un gruppo di uomini incappucciati vestiti di rosso recita una maledizione. La donna continua a fuggire, fino a ritrovarsi in una strada ricolma di manifesti raffiguranti la morte e il Diavolo. La donna si ferma e viene decapitata da una trave. Uno degli uomini incappucciati sostiene che il pentagramma è completo, e che si svolgerà un'altra cerimonia riguardante 13 sacrifici. Successivamente nomina il nuovo leader della setta, che avverte gli altri affiliati dell'arrivo di una giovane ragazza, dotata di grandi poteri, che sarà il loro nuovo nemico.
Misa Kuroi è una giovane liceale che arriva in una nuova classe, e viene presentata ai suoi nuovi compagni. Uno di questi, Mizuno, mostra a tre ragazze una cartina della città, sulla quale traccia un pentagramma, con al centro la scuola. Mizuno afferma che la scuola è collegata agli orribili omicidi che sconvolgono la città, e che si tratta di magia nera.
Misa viene avvicinata da Mizuki Kurahashi, la capo classe. Le due ragazze fanno rapidamente amicizia, e Mizuki svela a Misa tutti i segreti della scuola, come il rapporto lesbico che lega la studentessa Kazumi Tanaka alla professoressa Kyoko Shirai o la classe sempre chiusa da quando un professore si è suicidato. Improvvisamente, Mizuki sta per soffocare, e viene salvata con un incantesimo da Misa, che trova una bambola con dei capelli stretti attorno alla gola.
Misa viene a sapere di un professore che molesta alcune studentesse, e pratica un rito su di lui, tramite una bambola. Il giorno seguente la scuola viene a sapere della morte del professore, causata da un incidente stradale. Mizuno accusa Misa dell'accaduto, e dice ai suoi compagni che si tratta di una strega.
La professoressa Shirai annuncia che si svolgerà un test riservato a 13 studenti selezionati appositamente, tra i quali vi è Misa. La professoressa abbandona l'aula e gli studenti rimangono da soli. Sulla lavagna appare il numero 13. Alcuni studenti lasciano la classe, ma vengono bloccati nel corridoio, dove vengono fatti a pezzi da un'entità misteriosa. Sulla lavagna inizia ad abbassarsi il numero, fino a quando rimangono soltanto Misa e Mizuki. Questa svela il suo vero volto e ammette di essere lei la responsabile degli omicidi, poiché vuole impadronirsi del mondo invocando Lucifero. Misa viene fatta improvvisamente sparire da Mizuki, che invoca Lucifero e viene risucchiata in cielo. Misa torna nell'aula e si allontana dalla scuola, recitando il canto wiccan Eko Eko Azarak.

## Riconoscimenti
- 1996 - Japanese Professional Movie Awards
  - Miglior attrice esordiente a Kimika Yoshino